# جزيرة الحشرات العملاقة
جزيرة الحشرات العملاقة هي سلسلة مانغا يابانية من تأليف ياسوتاكا فوجيمي، صدرت من قبل أكيتا شوتين في الفترة من أكتوبر 2014 حتى مايو 2018.

## القصة
بعد حادث تحطم طائرة خلال رحلة مدرسية، تجد “اوريبي موتسومي” نفسها في جزيرة مهجورة رفقة زملائها في الدراسة بعد لقائها مع الناجين الأخرين، استخدمت معرفتها بالبرية لمساعدتهم.وهي تتوقع أن يتم إنقاذهم في غضون ثلاثة أيام، وهذا لا يبدو طويلا للغاية ويمكن تحمله. لكن مع ذالك، فهي لم تفسر حقيقة أن الجزيرة مليئة بالحشرات العملاقة القاتلة.لتصبح معرفتها بالفراشات والدبابير وغيرها هي الشيء الوحيد الذي يمكنه مساعدتها للبقاء على قيد الحياة رفقة زملائها حتى يتم إنقاذهم.